# Noé (film, 2014)
A Noé (eredeti cím: Noah) 2014-ben bemutatott amerikai biblikus kalandfilm, melyet Darren Aronofsky és Ari Handel forgatókönyve alapján Aronofsky rendezett, a Teremtés könyvében olvasható Noé bárkája történet alapján.
A főszereplők Russell Crowe, Jennifer Connelly, Ray Winstone, Emma Watson, Logan Lerman és Anthony Hopkins.
A filmet Észak-Amerikában 2014. március 28-án mutatták be 2D-s és IMAX változatban, míg más országokban 3D-s és IMAX 3D-s formátumban került a mozikba. Magyarországon a film premierje egy nappal korábban, március 27-én volt.
A film általánosságban pozitív értékeléseket kapott a kritikusoktól. Bevételi szempontból is igen jól teljesített: 125 millió dolláros költségvetésével szemben a film bruttósított bevétele világszerte összesen 362 millió dollár lett. A Metacritic oldalon a film 46 véleményen alapuló értékelése 68% a 100-ból. A Rotten Tomatoeson a Noé 77%-os minősítést kapott 2015 értékelés alapján.

## Szereplők
| Színész           | Szereplő                                         | Magyar hang    |
| ----------------- | ------------------------------------------------ | -------------- |
| Russell Crowe     | Noé                                              | Kőszegi Ákos   |
| Jennifer Connelly | Námeh, Noé felesége                              | Tóth Ildikó    |
| Logan Lerman      | Hám, Noé fia                                     | Fehér Tibor    |
| Emma Watson       | Ila, Noé lánya és Sém felesége                   | Földes Eszter  |
| Douglas Booth     | Sém, Noé fia                                     | Szatory Dávid  |
| Ray Winstone      | Tubul Káin, Noé ellensége és Káin leszármazottja | Besenczi Árpád |
| Anthony Hopkins   | Metúselah, Noé nagyapja                          | Harsányi Gábor |
| Nick Nolte        | Samyaza (csak hang)                              | Vass Gábor     |
| Marton Csokas     | Lámekh, Noé apja                                 | Széles Tamás   |
| Dakota Goyo       | Noé fiatalon                                     | ?              |

További magyar hangok: Borbiczki Ferenc, Berkes Boglárka, Straub Norbert, Straub Martin, Vida Sára, Boldog Gábor, Bartók László, Béli Titanilla, Bozsó Péter, Csuha Lajos, Fehér Péter, Téglás Judit, Stern Dániel, Sarádi Zsolt, Réti Szilvia, Pál Tamás, Mohácsi Nóra, Mészáros András, Kis-Kovács Luca, Kardos Róbert, Koller Virág, Király Adrián, Horváth-Töreki Gergely, Hegedüs Miklós, Frumen Gergő, Ficzere Béla

## Médiamegjelenés
A film az Amerikai Egyesült Államokban, 2014. július 29-én jelent meg DVD-n és Blu-Rayen, majd Magyarországon is, augusztus 6-án. 2014 augusztusában, Olaszországban és Németországban kiadták 3D-s Blu-Ray változatban.